# Тукуруї (мікрорегіон)

Тукуруї на карті

Тукуруї (порт. Microrregião de Tucuruí) — мікрорегіон в Бразилії, входить в штат Пара. Складова частина мезорегіону Південний схід штату Пара. Населення становить 328 896 чоловік (на 2010 рік). Площа — 32 879,430 км². Густота населення — 10,00 чол./км².

## Склад мікрорегіону
До складу мікрорегіону включені наступні муніципалітети:
1. Бреу-Бранку
2. Ітупіранга
3. Жакунда
4. Нова-Іпішуна
5. Нову-Репартіменту
6. Тукуруї

| Бразилія | Це незавершена стаття з географії Бразилії. Ви можете допомогти проєкту, виправивши або дописавши її. |